# Irma Heinig
Irma Heinig (* 5. Mai 1996 in Rostock) ist eine deutsche Filmtonmeisterin und Sounddesignerin für Dokumentar- und Spielfilme.

## Leben und Wirken
Irma Heinig entdeckte ihr Interesse an der Arbeit im Audiobereich im Rahmen von Workshops der vom Rostocker Institut für neue Medien geförderten Medienwerkstatt Rostock und sammelte erste Erfahrungen bei der Aufnahme von Konzerten an der Hochschule für Musik und Theater Rostock. Sie studierte im Bachelor bis 2019 an der Filmuniversität Babelsberg Konrad Wolf im Studiengang Sound und schloss die Universität im Jahr 2022 mit dem Master of Fine Arts im Studiengang Sound for Picture ab. Im Rahmen des Studiums verbrachte sie von 2017 bis 2018 ein Auslandsjahr in Warschau im Studiengang Klangregie an der Fryderyk-Chopin-Universität für Musik.
Neben ihrer Tätigkeit als freiberufliche Sounddesignerin und Filmtonmeisterin spielt Heinig in verschiedenen Orchestern und Kammermusikensembles Schlagwerk.
Irma Heinig ist Mitglied in der Berufsvereinigung Filmton e. V.

## Filmografie (Auswahl)

### Sounddesign
- 2019: Im Stillen laut, Regie: Therese Koppe (Dokumentarfilm)
- 2020: Ugoku Tokai – Moving City, Regie: Lars Ostmann (Dokumentarfilm)
- 2021: UP UP (Webserie, 6 Folgen)
- 2022: Lilith, Regie: Noemi Clerc (Experimentalfilm)
- 2023: Die Sonne ist überall gelb, Regie: Afraa Batous (Dokumentarfilm)
- 2023: Sonntagskind – Die Schriftstellerin Helga Schubert, Regie: Jörg Herrmann (Dokumentarfilm)
- 2023: Unendlicher Raum, Regie: Paul Raatz (Dokumentarfilm)
- 2024: Lichter der Straße, Regie: Anna Friedrich (Dokumentarfilm)
- 2024: Akiko, der fliegende Affe, Regie: Veit Helmer

### Tonmischung
- 2020: Dieser Film heißt aus rechtlichen Gründen Breaking Bert, Regie: Anne Isensee (Kurzfilm, Animationsfilm)
- 2023: Pascals Reise ins Glück – Operation Germanenkind, Regie: Cornelius Schwalm
- 2024: Hiddensee, Regie: Annekatrin Hendel (Dokumentarfilm)
- 2025: Bernd – Operation Germanenkind

### Originalton
- 2023: Mels Block, Regie: Mark Sternkiker
- 2023: Vergehen, Regie: Sandra Kaudelka